# 淡江號巡邏艦
淡江號巡邏艦（舷號：PGG-605），為中華民國海軍錦江級巡邏艦二號艦。

## 艦歷
1999年9月23日下水，同日淡江艦、新江艦成軍。
2022年12月30日，因接替的沱江級巡邏艦陸續建成服役，淡江軍艦於高雄海軍旗津營區舉行除役典禮。
2023年8月15日，「海空精準飛彈操演」中淡江軍艦與鳳江軍艦擔任靶艦被擊沉。

## 資料來源
1. ↑   (新闻稿). 中華民國海軍. 2017-06-22  [2021-02-01]. （原始内容存档于2021-03-10） （中文（臺灣））.
2. ↑  .   [2023-10-14]. （原始内容存档于2023-08-12）.

## 外部連結
- MDC軍武狂人夢-錦江級巡邏艦（页面存档备份，存于）